# Бэтмен. Долгий Хэллоуин (комикс)
Бэтмен. Долгий Хэллоуин (англ. Batman: The Long Halloween) — графический роман из тринадцати выпусков, написанный Джефом Лоубом, с иллюстрациями Тима Сейла. Был издан DC Comics в 1996—1997 годах. Успех серии стал причиной выхода двух сиквелов: Batman: Dark Victory и Catwoman: When in Rome.
В 2015 году абсолютное издание комикса было выпущено издательством Азбука.

## Описание
Действие комикса происходит во времена начала борьбы Бэтмена с преступностью. Сюжет комикса основан на истории загадочного убийцы по кличке «Праздник», убивающего людей лишь по праздникам. С помощью окружного прокурора Харви Дента и капитана Джеймса Гордона Бэтмен пытается разобраться, кем на самом деле является Холидей до тех пор, пока злодей не объявит свою новую жертву, провоцируя войну между двумя самыми влиятельными семьями Готэма — Марони и Фальконе. Именно в этом комиксе читатель знакомится с одним из самых известных врагов Бэтмена, Календарником, который знает подлинную личность Холидея, но отказывается поделиться информацией с Бэтменом. Вместо этого он лишь дает небольшие подсказки. Также большую роль в сюжете играет трансформация Харви Дента в Двуликого. Кроме того, в комиксе появляются такие враги Бэтмена, как Пугало, Джокер, Безумный Шляпник, Ядовитый Плющ и Загадочник.

## Вне комиксов
The Long Halloween был одним из комиксов, оказавших влияние на фильм Кристофера Нолана «Тёмный рыцарь". Также на "The Long Halloween" был частично основан фильм Мэтта Ривза "Бэтмен (2022)»